# Norma Vasallo
Norma Vasallo Barrueta es una investigadora feminista cubana experta en género. Doctora en Ciencias Psicológicas, desde 1998 es la presidenta de la Cátedra de la Mujer de la Universidad de La Habana. 

## Trayectoria
Licenciada en Psicología y posteriormente doctora en Ciencias Psicológicas por la Universidad de La Habana empezó a trabajar en temas de género a finales de la década de los ochenta del siglo XX. Pertenece a la Cátedra de la Mujer de la que fue coordinadora general desde su fundación en 1991 y que preside desde 1998. Desde julio de 1974 es profesora de la Facultad de Psicología de Universidad de La Habana.
Ha dirigido equipos de investigaciones en los temas conducta desviada, intervención comunitaria en jóvenes, aspectos sociopsicológicos del sida y el estudio del impacto de la reestructuración económica y el cambio social en la mujer trabajadora cubana.
Entre 1997 y 2002 coordinó el proyecto Ayudando a Cuba en su transición económica, desarrollado por las Universidades de La Habana y Carleton University de Canadá. Participó también en la preparación y desarrollo del Comité Académico del Programa de Maestría en Estudios de Género y de la Maestría en Psicología Social y Comunitaria.
Es miembro del Consejo Científico de la Cátedra de la Mujer de la Universidad de La Habana y de la Facultad de Psicología; presidenta del comité organizador del Taller Internacional Mujeres en el siglo XXI desde su constitución en 1994.
Pertenece al Grupo de Trabajo Feminismos, transformaciones y propuestas alternativas en América Latina y el Caribe, del Consejo Latinoamericano de Ciencias Sociales (CLACSO), al Consejo Editorial de la Revista Universidad de La Habana y al Consejo de Asesoras de la Revista Anuario de Hojas de Warmi, de la Universidad de Barcelona.

## Pensamiento
Vasallo considera señala la investigadora Yanko Molina Brizuela que la igualdad de derechos es una condición necesaria; pero no suficiente para alcanzar una igualdad real porque los procesos generadores de desigualdad están implícitos en los valores, los símbolos, las formas específicas en que se relacionan los seres humanos en cada sociedad y que se transmiten en el proceso histórico cultural de formación subjetiva y educación de las personas desde antes de su nacimiento. Un proceso tan complejo e invisibilizado en las múltiples formas y contenidos de la socialización no puede cambiar solo bajo los efectos de una ley; se hace necesario entonces, influir directamente en los mecanismos y factores sociales que lo generan y orientar la acción, específicamente para lograr cambios en los sectores más vulnerables, los que se encuentran más desfavorecidos por la desigualdad.
En 2005 publica el artículo Género e identidades en tránsito. Cubanas en diferentes contextos sociales, en el que realiza un análisis de Género e identidad en tránsito de la mujer cubana en diferentes contextos sociales, las abuelas nacidas en los años 30, las madres hijas de las abuelas nacidas en los años 50, las nietas de las abuelas nacidas en los años 70 y las niñas y adolescentes de inicios de los 90. Orientado por la pregunta ¿Qué ha ocurrido en sus identidades de género? a partir de la revolución Cubana de 1959.

## Distinciones y reconocimientos
Posee la distinción por la Educación Cubana, que otorga el Sindicato de Educación en Cuba, la Distinción 23 de Agosto de la Federación de Mujeres Cubanas y el sello conmemorativo 280 Aniversario de la Universidad de La Habana.

## Publicaciones
- Equidad, género y poder Studium:307-318 (1999)

- Género e identidades en tránsito. Cubanas en diferentes contextos sociales Archivado el 3 de octubre de 2018 en Wayback Machine.. (2005) Informes Psicológicos

- An Approach to Cuban Feminist Ideas and Objectives: Echoes from the Past, Voices from the Present. VIBS. Rodopi Amnsterdam New York  2007.
- Lo Histórico y lo Patriarcal- Cultural en la subjetivación del Género. En memorias del VII Taller Internacional “Mujeres en el Siglo XXI”, La Habana, Cuba 2009
- La crisis económica y las mujeres. En memorias VIII Taller Internacional Mujeres en el Siglo XXI. ISBN 978-959-7074-92-2 La Habana, 2011
- Subjetividad femenina y cambio social en Cuba. En Carosio, Alba (coord) Feminismo y cambio social en América Latina y el Caribe. Ed CLACSO, Buenos Aires, Argentina 2012
- De la Violencia Domestica a la Violencia de Género, un camino empedrado por la mirada patriarcal. En Revista Mujeres No 2 2013
- Cubanas, Buen vivir y percepción de los cambios socioeconómicos” Alba Carosio. [Coordinadora] Feminismos para un cambio civilizatorio. Colección Grupos de Trabajo. ISBN 978-980-399-053-4 Fundación Celarg. CLACSO. Centro de Estudios de la Mujer. Caracas. Mayo de 2014
- “Distancia y tiempo en Uldarica Mañas”. Nancy Alonso y Mirta Yáñez Damas de Social. Intelectuales cubanas en la Revista Social. Ed Boloña, La Habana 2014
- Subjetividad femenina y cambio social en Cuba. En Antología del pensamiento crítico cubano contemporáneo dentro de la Colección Antologías del Pensamiento Social Latinoamericano y Caribeño. ISBN  978-987-722-126-8 CLACSO. Buenos Aires. Septiembre de 2015.
- Género e investigación Obstáculos avances y desafíos en Cuba. En Feminismos, pensamiento crítico y propuestas alternativas en América Latina (Buenos Aires: CLACSO, agosto de 2017) ISBN 978-987-722-258-6
- Cambios socioeconómicos en Cuba. Percepción social en mujeres y hombres. En Revista Alternativas cubanas en Psicología Volumen 5, número 15 Septiembre/ diciembre de 2017
- La Conducta Desviada. Un enfoque Psicosocial para su estudio. Ed Félix Varela. La Habana, Cuba. 2001  (tres ediciones)
- Mujeres Cubanas. Historia, contradicciones y cambios contemporáneos. LIBRO (compiladora y autora) Ed Carleton university. Ottawa. Canadá 2001
- Crisis, cambios económicos y subjetividad de las cubanas (compiladora). Ed Félix Varela. La Habana, Cuba 2004
- Mirar de otra manera. (compiladora y autora) Ed de la Mujer, La Habana 2008
- Desde otra Perspectiva (compiladora y autora) Ed de la Mujer, La Habana 2011
- Género: aspectos conceptuales y su aplicación. Autora principal. Editorial Acuario, La Habana 2011
- Ecos distantes, voces cercanas, miradas feministas. Editorial de la Mujer, La Habana 2013